# Stanislaw Assjejew

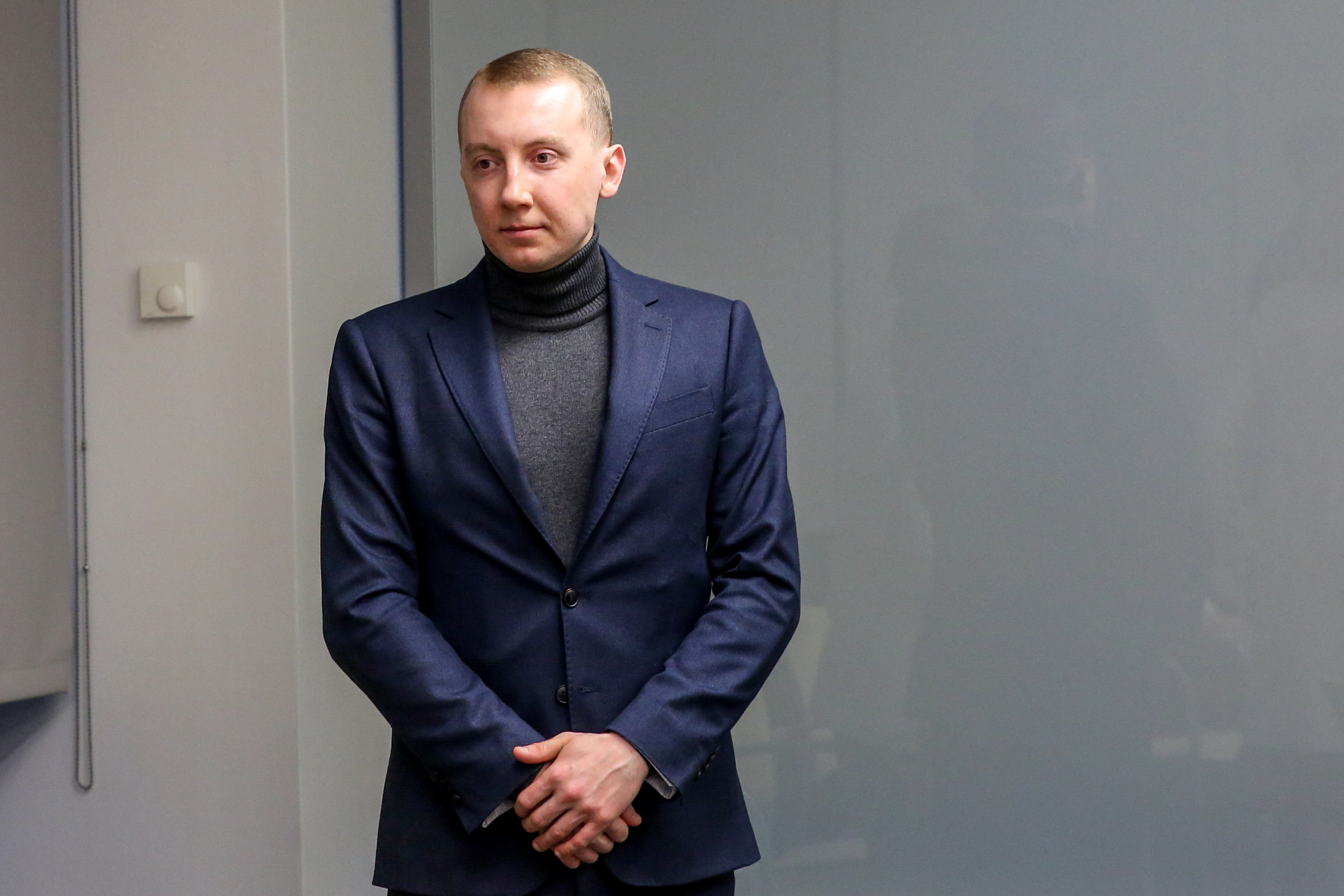
Stanislaw Assjejew (2020)

Stanislaw Wolodomyrowytsch Assjejew (ukrainisch Станіслав Володимирович Асєєв, * 1. Oktober 1989 in Donezk, Ukrainische SSR, Sowjetunion) ist ein ukrainischer Schriftsteller und Journalist.
Im Verlauf des Krieges in der Ukraine blieb er in seiner Heimatstadt Donezk und publizierte zwischen 2015 und 2017 Berichte für ukrainische Medien. Ab dem 2. Juni 2017 war Assjejew nicht mehr auffindbar, bis das „Ministerium für Staatssicherheit“ der international nicht anerkannten Volksrepublik Donezk am 16. Juli 2017 bestätigte, dass er sich in deren Gefangenschaft befinde. Assjejew wurde am 29. Dezember 2019 freigelassen.

## Biografie
Assjejew studierte am Institut für Informatik und künstliche Intelligenz der Nationalen Technischen Universität von Donezk. Sein Studium schloss er 2012 mit einem Master in Religionswissenschaften ab. Nach dem Studium begab er sich nach Paris, wo er sich der Légion étrangère anschließen wollte.
Assjejew publizierte unter dem Pseudonym Stanislaw Wasin für ukrainische Medien und die ukrainischsprachige Sektion von Radio Free Europe/Radio Liberty. Am 2. Juni 2017 verschwand er zunächst spurlos und die Behörden der selbsternannten „Volksrepublik Donezk“ stritten anfangs ab, etwas über den Verbleib von Assjejew zu wissen. Erst am 16. Juli bestätigte das selbsternannte „Ministerium für Staatssicherheit“ Assjejews Familie, dass er wegen „Spionage“ gefangen genommen worden sei.
Im Juli 2018 trat Assjejew in den Hungerstreik. Amnesty International, das Komitee zum Schutz von Journalisten, Human Rights Watch, die Organisation für Sicherheit und Zusammenarbeit in Europa und Reporter ohne Grenzen forderten umgehend die Freilassung von Assjejew. Am 29. Dezember 2019 wurde Assjejew im Zusammenhang eines Gefangenenaustauschs zwischen der Ukraine und den prorussischen Volksrepubliken freigelassen. Berichtet wurde, dass Assjejew im Foltergefängnis Isoljazija inhaftiert war.

## Werk
Assjejew hat ab 2011 Bücher in verschiedenen Genres publiziert, darunter auch eine in Romanform verfasste Autobiographie. Sein Bericht aus dem Foltergefängnis ist bereits in 13 Sprachen übersetzt.

### In deutscher Übersetzung
- In Isolation. Texte aus dem Donbass. Aus dem Russischen und Ukrainischen von Sofija Onufriv und Claudia Dathe, edition fotoTAPETA, Berlin, 2020, ISBN 978-3-940524-94-2. (das Buch wurde in die Liste der 100 Bücher, die helfen, die Ukraine zu verstehen, aufgenommen[12])
- Heller Weg. Geschichte eines Konzentrationslagers im Donbass 2017–2019. Aus dem Russischen von Martina Steis und Charis Haska, Ibidem Verlag, Stuttgart, 2021, ISBN               9783838216201. (das Buch wurde in die Liste der 100 Bücher, die helfen, die Ukraine zu verstehen, aufgenommen)[13][14][15]
- Heller Weg, Donezk. Bericht aus einem Foltergefängnis. Aus dem Russischen von Anselm Bühling, Henriette Reisner, Volker Weichsel. Suhrkamp, Berlin 2023 (ES 2803). ISBN 978-3-518-12803-9 [Neuübersetzung] (russisch: Cvitlyj Šljach: istorija odnogo konctaboru. Lviv 2021).[16]

## Auszeichnungen
- Im August 2020 erhielt Stanislaw Assjejew von der deutschen Die Zeit und dem norwegischen Fritt Ord die Auszeichnung Freie Presse Osteuropas.[17]
- Im März 2021 erhielt er in der Kategorie Journalismus mit dem Taras-Schewtschenko-Preis den Staatspreis der Ukraine für Kultur.[18]
- Am 17. Dezember 2021 erhielt er den Spezialpreis des Jurij-Schewelow-Preises für sein Engagement für die Menschenrechte und seinen schriftstellerischen Mut.

## Dokumentation
- Iryna Riabenka: Heller Weg. Dokumentation, 2021, 56 Min.[19]